# Odontadenia campanulata
Odontadenia campanulata är en oleanderväxtart som beskrevs av J.F Morales. Odontadenia campanulata ingår i släktet Odontadenia och familjen oleanderväxter. Inga underarter finns listade i Catalogue of Life.